# Les Versets sataniques
Pour le versets du Coran, voir Versets sataniques du Coran.
 (mai 2016).
Si vous disposez d'ouvrages ou d'articles de référence ou si vous connaissez des sites web de qualité traitant du thème abordé ici, merci de compléter l'article en donnant les références utiles à sa vérifiabilité et en les liant à la section « Notes et références ».
Les Versets sataniques (titre original en anglais : The Satanic Verses) est le quatrième roman (narration fictionnelle) de Salman Rushdie, publié en 1988 et récompensé la même année par le prix Whitbread. Quelques mois après la parution de l'ouvrage, l'ayatollah Khomeini publie une fatwa de mort contre Rushdie en mettant en cause son œuvre, ce qui a forcé l'auteur à entrer dans la clandestinité.

## Sur l'histoire
Le roman, d'environ 500 pages, est une œuvre complexe s'inspirant de faits réels (l'attentat contre un avion d'Air India en 1985, les émeutes de Brixton en 1981,et 1985, la ferveur populaire autour de l'acteur indien Amitabh Bachchan à la suite d'un accident de tournage en 1982, la noyade tragique en 1983 de plusieurs disciples chiites d'un illuminé qui les avait convaincus que la mer allait s'ouvrir devant eux, la révolution iranienne de 1979), de références biographiques portant sur l'auteur lui-même ou son entourage, ainsi que de faits historiques inspirés de la vie du prophète Mahomet, légendaires (tel l'épisode dit des versets sataniques, expliqué plus bas, qui donne son titre au livre et qui n'occupe que trois paragraphes du roman) ou imaginaires. Il repose sur un thème central qu'on retrouve dans d'autres ouvrages de l'auteur : le déracinement de l'immigré, déchiré entre sa culture d'origine dont il s'éloigne et la culture de son pays d'accueil qu'il souhaite ardemment acquérir, et la difficulté de cette métamorphose. Le roman établit des ponts entre Inde et Grande-Bretagne, passé et présent, imaginaire et réalité, et aborde de nombreux autres thèmes, la foi, la tentation, le fanatisme religieux, le racisme, les brutalités policières, les provocations politiques, la maladie, la mort, la vengeance, le pardon, etc.
Il est constitué de neuf chapitres. Les chapitres impairs décrivent les pérégrinations des deux personnages principaux, Gibreel Farishta et Saladin Chamcha. Les chapitres pairs sont les narrations des rêves et cauchemars de Gibreel Farishta. Ce dernier, un acteur renommé du cinéma indien, perd la foi à la suite d'une maladie et s'enfuit en Angleterre à la recherche d'une jeune femme qu'il a connue peu de temps auparavant. Saladin Chamcha est également d'origine indienne, mais est doté d'un passeport britannique, et dans toute son âme se veut britannique. Sa couleur de peau le fait se heurter aux préjugés et il gagne sa vie par le talent qu'il a de contrefaire sa voix. Se retrouvant tous deux dans un vol à destination de Londres, ils sont les seuls survivants d'un attentat terroriste. Arrivant indemnes sur une plage, ils sont confrontés à la police qui les soupçonne d'être des immigrés clandestins, mais seul Saladin Chamcha, pourtant le plus « britannique » des deux, considéré comme le plus suspect, est arrêté sans ménagement, sans que Gibreel Farishta esquisse le moindre geste de solidarité. Les deux hommes, désormais séparés, et se vouant réciproquement une animosité certaine, vont évoluer chacun de son côté au fil de la narration, avant de se confronter l'un à l'autre.
Gibreel Farishta, objet d'hallucinations, fait plusieurs rêves. Ceux-ci font référence aux débuts des prédications d'un prophète monothéiste, Mahound (en) (figurant Mahomet de manière comique[source insuffisante]), dans la ville de Jahiliya (nommée ainsi en référence à la jâhilîya, nom donné à la période préislamique dans le coran) et aux pressions auxquelles il est soumis, à un imam exilé d'un pays où il revient à la suite d'une révolution pour y dévorer son peuple (allusion à l'ayatollah Khomeini, qui explique l'acharnement que l'Iran portera contre l'auteur), à une jeune fille qui convainc son village de se rendre à La Mecque en traversant à pied sec la mer d'Arabie. Ce sont certains passages de ces chapitres qui susciteront la colère d'une partie du monde musulman.

## Origine du titre du roman
Le titre du roman fait référence à un épisode hypothétique de la vie de Mahomet, connu sous le nom de prédication des Versets sataniques. Au moment où Mahomet tenta d'établir le monothéisme à La Mecque, il se trouva en butte à l'hostilité des notables polythéistes de la ville. Selon cet épisode, raconté de manière fictive dans le chapitre II du roman, intitulé « Mahound », le prophète aurait d'abord énoncé des versets autorisant d'autres divinités que le seul Dieu et recommandé qu'on leur rendît un culte, avant de se rétracter. Ces versets auraient été inspirés par le diable.
Cité par de nombreuses sources de la tradition musulmane, cet épisode, perçu comme une concession au polythéisme et une remise en question de l'unicité divine et de la fiabilité de Mahomet, est fortement critiqué par certains courants de l'Islam qui ne reconnaissent pas son authenticité.

## Réactions

### Contexte
Le livre paraît en 1988, quand le monde arabe est focalisé sur la fin de la guerre entre l'Iran et l'Irak (un million de morts) et la première Intifada palestinienne. D'après l'écrivaine égyptienne Ahdaf Soueif, les anglophones sont d'abord choqués par « le vocabulaire trivial utilisé pour décrire (un) prophète, radicalement à l'opposé du ton révérencieux habituel ». En Égypte, le livre est interdit en raison de son titre considéré provocateur, mais personne ne parle de ce roman dans le monde arabe, langue dans laquelle le livre n'est pas traduit.
L'attention sur ce livre est attirée par la fatwa de Khomeini, qui donne une dimension politique à ce livre. À Damas, une quarantaine d'intellectuels publient une lettre ouverte intitulée « Défendre le droit de vivre de l'écrivain ».

### Critiques religieuses
Les plus rigoristes des musulmans considèrent le livre comme blasphématoire « du point de vue de l'islam »[pas clair], et ce de plusieurs façons :
- en l'analysant comme une moquerie envers le Coran, et en l'accusant de présenter le Coran comme satanique en s'appuyant sur une tradition rapportée par al-Tabari, un commentateur du Xe siècle sur les trois déesses (versets 19-22).
- en estimant que le portrait que fait le roman du monde musulman primitif et de Mahomet est parodique.

En outre, en publiant ce livre, l'auteur d'origine indienne et de parents musulmans se voit accusé :
- d'athéisme en raison de son interview au journal India Today : « Je ne crois en aucune entité surnaturelle, qu'elle soit chrétienne, juive, musulmane ou hindoue. »
- d'apostasie car né musulman, il ne refuserait pas un islam qu'il ne connaîtrait pas, mais rejetterait l'islam tel qu'il lui aurait été enseigné.
- de conspiration contre l'islam, en diffusant, avec la complicité de non-musulmans, des textes contre l'islam, hostiles à la « Vraie Religion ».

Les partisans les plus radicaux d'une interprétation de la charia au sens le plus archaïque considèrent que ces faits sont des crimes punissables de mort.
Salman Rushdie s'est toujours défendu d'avoir écrit un livre blasphématoire, considérant que ses accusateurs n'avaient pas compris le sens du roman, ou n'avaient même pas pris la peine de lire le livre. Dans son autobiographie Joseph Anton, il écrit qu'« il lui fallut plus de quatre ans pour écrire le livre. Après coup, lorsque des gens voulurent réduire ce livre à une insulte, il avait envie de répondre « je suis capable d'insulter les gens un peu plus vite que cela ». Mais ses adversaires ne trouvèrent pas étrange qu'un écrivain sérieux puisse consacrer un dixième de sa vie à créer quelque chose d'aussi vulgaire qu'une insulte ».

## Chronologie des événements

### Premières manifestations
Le 15 septembre 1988, onze jours avant la sortie officielle du livre (le 26 septembre en Grande-Bretagne), le magazine d'actualité indien India Today publie quelques « bonnes feuilles » du roman accompagnées d'une interview de l'auteur qui est originaire de ce pays où « la religion est au cœur d'un bras de fer politique constant entre la communauté hindoue et la communauté musulmane toujours suspecte de fidélité envers le frère ennemi musulman, le Pakistan ». Bien qu'ils n'aient pas lu le roman, deux députés musulmans du Parlement indien, Khurshed Alam Khan et Syed Shahabuddin (en), organisent une campagne de presse pour interdire la publication mais aussi l'importation de l'édition anglaise du roman. Le 5 octobre, malgré les protestations d'intellectuels indiens, le ministre des Finances indien, responsable en matière d'importation et de législation douanière, interdit le livre en vertu du paragraphe 11 de la loi douanière indienne, le gouvernement de Rajiv Gandhi voulant éviter de provoquer des heurts entre communautés religieuses.
Cette campagne est également orchestrée par le Jamaat-e-Islami, parti politique islamiste pakistanais que Salman Rushdie critique dans Les Versets sataniques et un roman précédent, La Honte. Alors que des lectures publiques de certains passages du roman ont lieu en début octobre 1988 à Londres sur Broad Street sans aucune réaction, le Jamaat-e-Islami active son réseau d'organisations islamistes en Grande-Bretagne pour interpeller le gouvernement britannique et faire interdire le roman selon la loi sur le blasphème au Royaume-Uni.
Cette campagne attire l'attention de nombreux groupements islamistes et des pays islamiques, tels l'Iran et le Pakistan, sur cette œuvre, vite considérée comme une « machine de guerre littéraire contre l'Islam ». Une première menace de mort est adressée aux bureaux de l'éditeur du livre Penguin le 9 octobre 1988. Une lecture publique à Cambridge est annulée. L'Afrique du Sud, alors sous apartheid, mais possédant une forte communauté d'origine indienne et musulmane, interdit le livre le 24 novembre, alors que Salman Rushdie avait été invité à participer à un congrès anti-apartheid. Le même jour, le livre est interdit au Pakistan. Les semaines suivantes, l'Arabie saoudite, l'Égypte (où l'université al-Azhar appelle les musulmans britanniques à intenter des actions en justice), la Somalie, le Bangladesh, le Soudan, la Malaisie, l'Indonésie et le Qatar interdisent l'ouvrage. Le livre sera interdit dans plus de vingt pays.
Les campagnes de réactions publiques contre Salman Rushdie prennent de l'ampleur au Royaume-Uni en décembre 1988. Le 2 décembre, à Bolton, une banlieue de Manchester, près de 7 000 manifestants réclament l'interdiction de ce livre « pervers » et « blasphématoire envers l'Islam et envers la personne du Prophète », et brûlent un exemplaire du livre. Le 28 décembre 1988, une alerte à la bombe est adressée à l'éditeur. Le 14 janvier 1989 à Bradford, dans une ville industrielle du nord de l'Angleterre – où vivent plus de quarante mille musulmans – a lieu une nouvelle manifestation et un nouvel autodafé devant la presse. Mohamed Ajeeb, conseiller municipal de Bradford, affirme alors : « L'islam, c'est la paix », alors que des parlementaires travaillistes proposent de rétablir les lois sur le blasphème. Le lendemain, la plus grande chaîne de librairie de Grande-Bretagne, W. H. Smith, retire le livre de ses 430 magasins. Deux semaines plus tard, près de dix mille personnes manifestent à Londres contre le groupe Viking-Penguin, éditeur du livre. Les réactions des milieux politiques ou intellectuels britanniques à ces manifestations sont partagées. Face à la défense de la liberté d'expression, se pose la question d'une éventuelle extension à toutes les religions du délit de blasphème (abrogé en 2008), alors limité à l'Église anglicane, position défendue par Jack Straw ou John le Carré. À l'inverse, des personnalités telles que Robin Cook ou Graham Greene apportent rapidement leur soutien à Salman Rushdie.

### La fatwa
Le 12 février 1989, à Islamabad, capitale du Pakistan, une foule en colère d'une dizaine de milliers de personnes tente de prendre d'assaut et d'incendier le Centre culturel américain, pour faire pression sur le groupe Viking-Penguin dont la filiale américaine s'apprête à publier le livre sur le territoire américain le 22 février. Lors de cette attaque, cinq personnes sont tuées et une centaine d'autres sont blessées. Un des gardiens du centre culturel est lynché. Dans les jours qui suivent, d'autres émeutes ont lieu dans plusieurs villes pakistanaises et au Cachemire, province indienne à majorité musulmane, mais aussi à Djakarta et à Karachi, aux cris de « Dieu est grand » et de « À mort Rushdie ».
Le 14 février, dans un communiqué sur les ondes de Radio-Téhéran, l'ayatollah Rouhollah Khomeini, guide spirituel de la Révolution islamique et du monde chiite iranien, édicte une fatwa lançant un appel à tous les musulmans d'exécuter l'écrivain britannique, d'origine indienne, Salman Rushdie, pour des « propos blasphématoires » envers l'islam contenus dans le livre des Versets sataniques, ainsi que ses éditeurs et toute personne ayant connaissance du livre,. Selon la Constitution iranienne, le décret est immédiatement exécutoire et le gouvernement annonce une récompense de 200 millions de rials (21 500 dollars américains) pour tout Iranien exécutant la sentence de mort – 70 millions de rials (7 500 dollars) pour un musulman d'une autre nationalité. Le ministre de l'Intérieur, Ali Akbar Mohtashemi, et le commandant en chef des gardiens de la Révolution, Mohsen Rezaï, donnent l'ordre aux groupes islamistes qu'ils contrôlent de rechercher et de « liquider Rushdie ». L'ambassadeur de l'Iran auprès du Vatican déclare lui aussi être prêt « à tuer Rushdie de ses propres mains ». Le jour même, la Grande-Bretagne, prenant très au sérieux les menaces iraniennes, met Salman Rushdie sous protection policière. Il le restera pendant dix ans, vivant sous une fausse identité. Peu de temps après, l'Iran rompt ses relations diplomatiques avec la Grande-Bretagne.
Vivant comme un proscrit, Salman Rushdie change 56 fois de domicile pendant les six premiers mois suivant la fatwa. Son niveau de protection est si élevé qu'on estime qu'il est protégé plus que n'importe quel autre Britannique, si ce n'est la reine Élisabeth II.
C'est cette fatwa, publiée cinq mois avant sa mort, qui va assurer pour la postérité à l'ayatollah Khomeini une image de serviteur intransigeant de l'islam, chez les chiites mais aussi chez les sunnites. Dorénavant, dans toutes les écoles religieuses musulmanes, Salman Rushdie est dépeint comme coupable de blasphème et certains courants durs considèrent que la mission de le châtier, par n'importe quel moyen et n'importe où, est juste. Le 17 février 1989, le président de la République islamique d'Iran, Ali Khamenei, cherchant à sauver le dégel avec l'Occident au lendemain de la guerre Iran-Irak, propose à Rushdie de se repentir. Il indique que « le peuple islamique accorderait son pardon si l'auteur revenait sur ses erreurs ». Dès le lendemain, l'écrivain s'excuse de la « détresse causée à un si grand nombre de pratiquants sincères » mais le gouvernement iranien fait volte-face et rejette ces excuses avec véhémence. Sous la pression, le 19 février, Ali Khamenei fait un rappel de la loi : « Même si Salman Rushdie se repent au point de devenir l'homme le plus pieux de notre temps, l'obligation subsiste, pour chaque musulman, de l'envoyer en enfer, à n'importe quel prix, et même en faisant le sacrifice de sa vie. »

### La montée de la tension
Les éditeurs du livre, également menacés par la fatwa, ont des attitudes diverses. L'éditeur allemand rompt son contrat avec Rushdie. L'éditeur français Christian Bourgois repousse plusieurs fois la date de publication. Le 22 février 1989, le livre paraît aux États-Unis, soutenu par l'Association des éditeurs américains, l'Association des libraires américains, et l'Association des bibliothécaires américains. Une librairie de Berkeley est victime d'un attentat à la bombe. Salman Rushdie reçoit le soutien de personnalités comme Susan Sontag ou Carlos Fuentes. Des pétitions de soutien sont lancées, signées par des milliers d'écrivains. Mais Rushdie reçoit également des critiques de la part de membres du gouvernement Thatcher, tel le secrétaire d'État aux Affaires étrangères, Geoffrey Howe, l'archevêque de Cantorbéry, Robert Runcie, ou le sociologue Paul Gilroy. À l'opposé, le 12 mars 1989, Jacques Gaillot, alors évêque catholique d'Évreux, déclare au Club de la presse, au sujet de l'affaire des Versets sataniques mais aussi au sujet du film La Dernière Tentation du Christ : « Il y a un droit au blasphème. Le sacré, c'est l'Homme ». Lors de la réception de son César de la meilleure actrice en 1989, Isabelle Adjani fait sensation en lisant un extrait des Versets sataniques,,. En 2014, elle note a posteriori : « Hélas ! À moins de mettre volontairement ma tête sur le billot, je ne pourrai plus faire ce genre de provocation symbolique. »
Plusieurs écrivains organisent des lectures publiques du livre, comme Tom Wolfe. Stephen King s'oppose à ce que les libraires supprimant de leur catalogue l'ouvrage de Salman Rushdie vendent ses propres livres. D'autres auteurs se font plus critiques, comme John Le Carré ou Roald Dahl, accusant Salman Rushdie de « l'avoir bien cherché ». Germaine Greer lui reproche pour sa part d'être un traître à sa communauté.
En France, le maire de Paris, Jacques Chirac, déclare qu'il n'a « aucune estime pour Rushdie », lui reprochant de vouloir utiliser le blasphème pour « se faire de l'argent »,,, tandis que le recteur de la grande mosquée de Paris réagit ainsi : « N’ayant pas lu le livre, je ne peux que prendre une position de principe, qui est de condamner toute atteinte à l’honneur et à la sainteté du Prophète ».

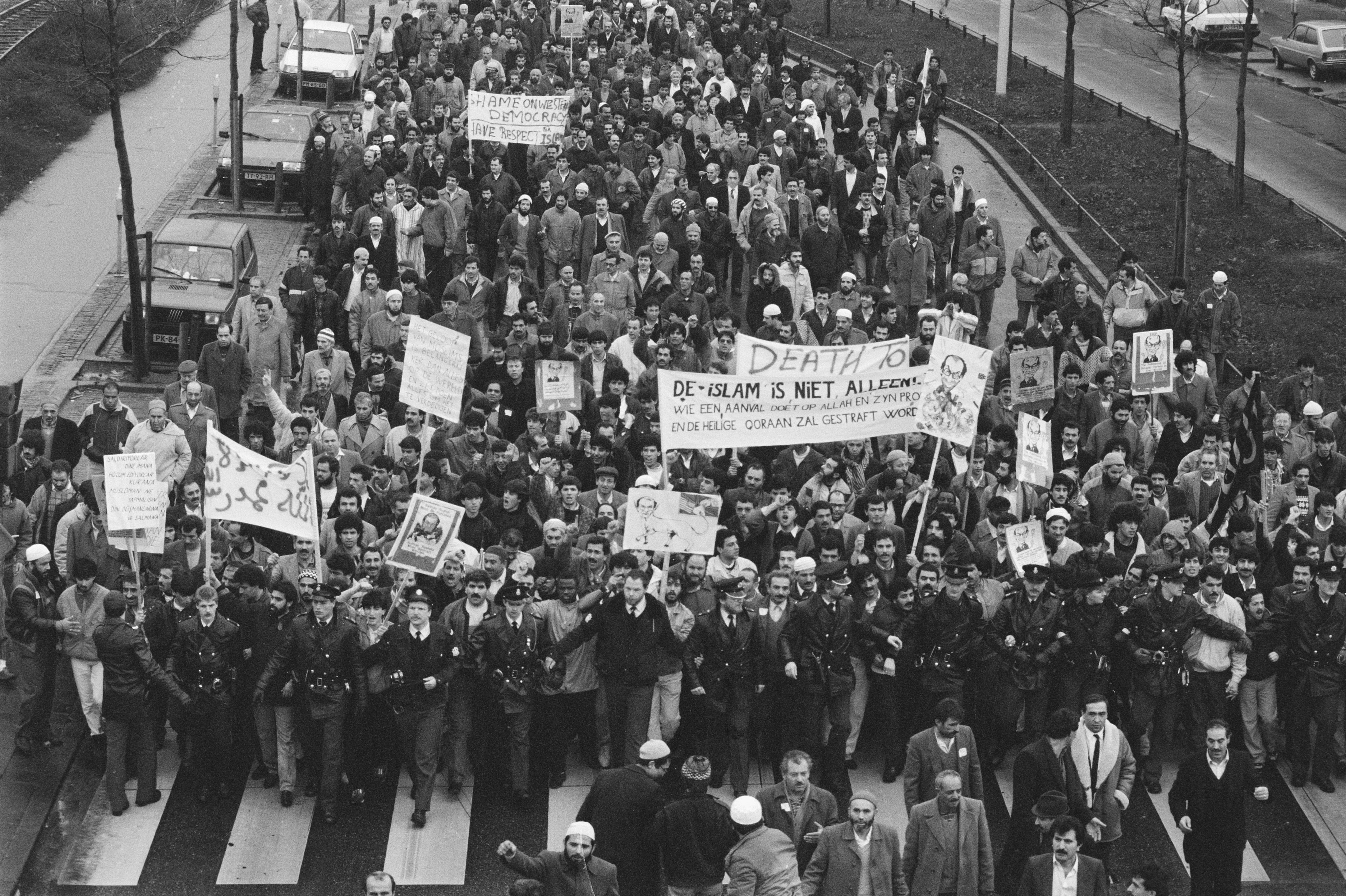
Manifestation réunissant 5000 personnes à La Haye le 3 mars 1989.

Le 16 mars 1989, l'Organisation de la conférence islamique, réunissant les ministres des Affaires étrangères des quarante-quatre pays membres, condamnent à leur tour les Versets sataniques, mais se bornent à exiger l'interdiction du livre dans ses États membres, à recommander l'adoption « de législation nécessaire à la protection des idées religieuses d'autrui » et à affirmer que l'auteur « est considéré comme hérétique ». Cette position qui semble plus modérée, reconnaît de fait que la loi de l'islam ne peut s'appliquer dans les États non-musulmans et marque leur désaccord sur le fait que Salman Rushdie soit passible d'une sentence de mort. De nouvelles manifestations ont lieu à Bombay (10 morts), à Karachi, à Londres, à Paris (un millier de personnes, aux cris de « À mort Rushdie » et « Nous sommes tous khomeynistes », avant une prière place de la République), à New York, où l'on brûle des effigies de Rushdie. L'immense majorité des imams vivant dans les pays occidentaux prennent parti contre Rushdie, la plupart approuvent, plus ou moins, la fatwa de l'ayatollah Khomeini que certains soutiennent sans réserve. Rares sont ceux qui plaident pour une certaine tolérance, voire le respect des principes de la laïcité ; parmi eux l'imam Abdullah al-Ahdal, recteur du Centre islamique de Bruxelles, qui a eu une attitude particulièrement modérée au sujet de Salman Rushdie, est assassiné le 29 mars 1989 en compagnie de son bibliothécaire, Salem el Bahri. Des comités s'organisent pour mener une campagne internationale de soutien à Salman Rushdie, même si le monde littéraire cède parfois aux pressions. L'Académie des beaux-arts de Berlin-Ouest refuse qu'un rassemblement de soutien se tienne dans ses locaux, malgré les protestations de Günter Grass et de Günther Anders, qui démissionnent tous deux de cette académie. De même, Kerstin Ekman et Lars Gyllensten quittent l'Académie suédoise en raison de son refus de dénoncer la fatwa. Des librairies subissent des attaques à la bombe à Londres et Sydney. Salman Rushdie a beaucoup de difficulté à faire publier son livre en édition de poche, comme il est pourtant d'usage dans l'édition d'une œuvre littéraire, ses éditeurs lui refusant. Le 15 décembre 1989, quatre Iraniens sont arrêtés à Manchester, soupçonnés de préparer des attentats.
En 1990, sort un film pakistanais, International Guerillas, dont le scénario met en scène Salman Rushdie comme chef d'une organisation criminelle internationale, attachée à la destruction de l'islam dans le monde. Le roman est finalement interdit dans tous les États musulmans et dans certains États à majorité musulmane de l'Inde, mais aussi au Kenya, en Thaïlande, en Tanzanie. Le traducteur japonais, Hitoshi Igarashi, est assassiné en juillet 1991, alors que le traducteur italien, Ettore Capriolo (it), subit une attaque comparable mais survit. L'éditeur norvégien, William Nygaard, survit lui aussi à une tentative de meurtre à Oslo en octobre 1993, après avoir reçu trois balles dans le dos. Le 2 juillet 1993, des islamistes radicaux  incendient un hôtel à Sivas, en Turquie, où séjournent des membres d'un festival culturel, parmi lesquels Aziz Nesin, traducteur turc des Versets sataniques. Ce dernier survit à l'attaque, alors que trente-sept personnes périssent dans l'incendie,.

### Levée de la fatwa: une reconnaissance ambiguë
Dans les dix années qui suivent l'appel de mort que Khomeini lance contre Rushdie et ses éditeurs en 1989, l'écrivain fait l'objet d'une vingtaine de tentatives d'assassinat.
Le 24 septembre 1998, à l'issue de négociations entre l'Iran et la Grande-Bretagne, le ministre iranien des Affaires étrangères Kamal Kharrazi (en) annonce lors d'une conférence de presse en marge de l'Assemblée générale des Nations unies que l'Iran s'engage à « ne plus encourager les tentatives d'assassinat contre Rushdie ». Même si la fatwa n'est pas levée, les mesures de sécurité entourant Salman Rushdie sont peu à peu allégées. Ce dernier peut désormais vivre librement aux États-Unis.
En janvier 2005, le successeur de Khomeini, l'ayatollah Ali Khamenei, réaffirme que Salman Rushdie est un apostat pouvant être tué impunément. En réalité, l'annonce officielle de 1998 était une « promesse de dupes » car, si la fatwa de Khomeini est devenue caduque avec sa mort, le 3 juin 1989, les activistes ont « demandé à un autre ayatollah de rédiger une fatwa semblable, ce qui a été fait ». Le 14 février 2006, la fondation des martyrs (un organe proche du gouvernement de Téhéran) proclame que « la fatwa est perpétuelle et le livre l'incarnation des complots sataniques de l'Arrogance Mondiale et des colonisateurs sionistes qui transparaissent sous les manches de cet apostat ». La prime iranienne pour tuer Rushdie est élevée à 2,8 millions de dollars.
En juin 2007, la reine du Royaume-Uni, Élisabeth II, décerne le titre de chevalier à Salman Rushdie. Cette distinction provoque la colère du Pakistan. Une résolution est votée par le parlement pakistanais exigeant le retrait de ce titre. Le ministre des Affaires étrangères, Ijaz Ul-Haq, estime que cette décoration pourrait justifier des attentats-suicides. Ces protestations officielles sont accompagnées de manifestations au Pakistan où des effigies de la reine et de Salman Rushdie sont brûlées. L'Iran condamne également cette distinction, et des voix politiques et religieuses rappellent que la fatwa contre l'écrivain est toujours en vigueur. D'autres réactions ont lieu en Égypte, en Malaisie, en Afghanistan et en Inde.
Le 20 janvier 2012, Rushdie est forcé d'annuler sa venue au festival littéraire de Jaipur après avoir reçu de menaces de mort de militants islamistes ou de la pègre locale selon les autorités indiennes,.
En septembre 2012, la fondation religieuse iranienne du 15 Khordad, proche du pouvoir, augmente la prime pour l'assassinat de Salman Rushdie de 500 000 dollars après les troubles suscités dans le monde musulman à la suite de la diffusion du film L'innocence des musulmans. Elle se monte désormais à 3,3 millions de dollars. L'ayatollah Hassan Sanei déclare : « Tant que l'ordre historique de Khomeini de tuer l'apostat Salman Rushdie […] n'aura pas été exécuté, les attaques (contre l'islam) comme celle de ce film offensant le prophète se poursuivront[réf. souhaitée]. »
Le 22 février 2016, l'agence de presse Fars publie la liste de 40 organes de presse iraniens qui ont décidé d'ajouter 600 000 dollars à la prime. Cette revalorisation intervient dans un contexte de tensions « au sein du pouvoir iranien. D’un côté, le gouvernement du président de la République islamique d'Iran, Hassan Rohani, s’emploie à mettre fin à l’isolement de Téhéran, de l’autre les gardiens de l’orthodoxie du régime menés par le Guide suprême, Ali Khamenei, veillent à ce que l’ouverture économique promise par la fin des sanctions ne s’accompagne pas d’une ouverture idéologique et sociétale, d’une redéfinition des dogmes de la révolution islamique qui pourrait déboucher sur la chute du régime ».
Devenu citoyen américain, Rushdie vit depuis à New York, toujours sous protection policière permanente, et poursuit sa carrière d'écrivain. 
Le 12 août 2022, Rushdie subit une attaque au couteau lors d'un colloque aux États-Unis. L'auteur serait un chiite libanais.

## Suites culturelle et politique
Le 30 mars 2008 a eu lieu au théâtre Hans Otto à Potsdam en Allemagne la première mondiale sur scène des Versets sataniques. La mise en scène est de Uwe Laufenberg et la pièce dure près de quatre heures. En 2012, Salman Rushdie relatera les événements qui ont bouleversé sa vie dans une autobiographie, Joseph Anton, pseudonyme qu'il a choisi par nécessité d'anonymat et faisant référence à ses deux écrivains préférés, Joseph Conrad et Anton Tchekhov. Le Figaro note : « Il y raconte la terreur du quotidien, le sentiment d'injustice et de frustration, les changements de planque chaque semaine, l'humiliation de devoir porter une perruque, le parcours du combattant pour continuer à voir son fils, l’impossibilité de construire une vie de couple, et ce mélange étrange d’absolue solitude et d’absence d’intimité. "Je n’étais pas habitué à voir quatre policiers dans ma cuisine, c’était quasiment de la claustrophobie" ».
A posteriori, Salman Rushdie juge que si à l'époque cette fatwa « sonnait comme un micro-évènement », elle était en réalité « l'un des plus grands défis que lançait l'islam à l'Occident », en lien avec le développement d'un terme inconnu jusque là : « Un nouveau mot avait été inventé pour permettre aux aveugles de rester aveugles : islamophobie ». Cet épisode s'inscrit par ailleurs dans une histoire marquée, plus tard, par d'autres évènements du même ordre, comme l'assassinat de Theo van Gogh et à l'attentat contre Charlie Hebdo.